# Ali Quli Qarai
Ali Quli Qarai, född 3 november 1947 i Hyderabad, är sayyid, indisk författare och översättare.
Han avlade examen som högskoleingenjör från Osmaniauniversitetet i Hyderabad år 1970. Han flyttade sedan till USA och tog sin examen i Business Management (MBA) från University of Wisconsin, Madison år 1972. Han flyttade till Iran år 1975, och har jobbat som chefredaktör för den engelska kvartalsstidskriften al-Tawhid i 14 år. Han har översatt många texter från arabiska och persiska till engelska. Hans största verk är den engelska mening-för-mening-översättningen av Koranen.